# David Haro
David Haro Iniesta (L'Ametlla del Vallès, 17 luglio 1990) è un calciatore spagnolo, attaccante svincolato.

## Carriera
Il 14 febbraio 2022 viene acquistato a titolo definitivo dalla squadra finlandese dell'Inter Turku.

## Statistiche

### Presenze e reti nei club
Statistiche aggiornate all'11 aprile 2022.
| Stagione        | Squadra           | Campionato      | Campionato | Campionato | Coppe nazionali | Coppe nazionali | Coppe nazionali | Coppe continentali | Coppe continentali | Coppe continentali | Altre coppe | Altre coppe | Altre coppe | Totale | Totale |
| Stagione        | Squadra           | Comp            | Pres       | Reti       | Comp            | Pres            | Reti            | Comp               | Pres               | Reti               | Comp        | Pres        | Reti        | Pres   | Reti   |
| --------------- | ----------------- | --------------- | ---------- | ---------- | --------------- | --------------- | --------------- | ------------------ | ------------------ | ------------------ | ----------- | ----------- | ----------- | ------ | ------ |
| 2011-2012       | L'Hospitalet      | SDB             | 29         | 5          | CR              | 5               | 1               |                    | -                  | -                  |             | -           | -           | 34     | 6      |
| 2012-2013       | Gimnàstic         | SDB             | 35         | 4          | CR              | 1               | 0               |                    | -                  | -                  |             | -           | -           | 36     | 4      |
| 2013-2014       | L'Hospitalet      | SDB             | 36+6       | 13+1       | CR              | 1               | 1               |                    | -                  | -                  |             | -           | -           | 43     | 15     |
| 2014-2015       | L'Hospitalet      | SDB             | 36         | 13         | CR              | 2               | 0               |                    | -                  | -                  |             | -           | -           | 38     | 13     |
| 2015-2016       | Reus              | SDB             | 35+3       | 8+2        | CR              | 3               | 1               |                    | -                  | -                  |             | -           | -           | 41     | 11     |
| 2016-2017       | Reus              | SD              | 21         | 1          | CR              | 0               | 0               |                    | -                  | -                  |             | -           | -           | 21     | 1      |
| 2017-2018       | Reus              | SD              | 25         | 1          | CR              | 1               | 0               |                    | -                  | -                  |             | -           | -           | 26     | 1      |
| lug.-dic. 2018  | GIF Sundsvall     | A               | 15         | 2          | CS              | 1               | 0               |                    | -                  | -                  |             | -           | -           | 16     | 2      |
| gen.-lug. 2019  | GIF Sundsvall     | A               | 7          | 1          |                 | -               | -               |                    | -                  | -                  |             | -           | -           | 7      | 1      |
| 2019-2020       | Atlético Baleares | SDB             | 27+2       | 4+0        | CR              | 1               | 0               |                    | -                  | -                  |             | -           | -           | 30     | 4      |
| 2020-2021       | Atlético Baleares | SDB             | 18+6       | 2+1        | CR              | 1               | 0               |                    | -                  | -                  |             | -           | -           | 25     | 3      |
| 2021-feb. 2022  | Costa Brava       | PDR             | 6          | 0          |                 | -               | -               |                    | -                  | -                  |             | -           | -           | 6      | 0      |
| feb.-dic. 2022  | Inter Turku       | VL              | 2          | 0          | CF+CdL          | 0+5             | 0               |                    | -                  | -                  |             | -           | -           | 7      | 0      |
| Totale carriera | Totale carriera   | Totale carriera | 309        | 58         |                 | 21              | 3               |                    | -                  | -                  |             | -           | -           | 330    | 59     |